# Zbinohy
Zbinohy település Csehországban, a Jihlavai járásban. Zbinohy Smrčná, Štoky, Úsobí, Skorkov és Větrný Jeníkov településekkel határos. Lakosainak száma 117 fő (2024. január 1.).

## Népesség
A település lakosságának változását az alábbi diagram mutatja:
| Lakosok száma | 257  | 209  | 225  | 139  | 88   | 58   | 92   | 93   | 103  | 117  |
|               | 1869 | 1890 | 1921 | 1950 | 1980 | 2001 | 2017 | 2019 | 2022 | 2024 |